# 草梁站
草梁站（：／ Choryang yeok */?）是釜山地鐵1號線沿線的一座地下車站，位於韓國釜山廣域市東區草梁洞。

## 車站結構
站體為2面2線側式月台的地下車站，候車月台設有月台幕門，並有12處出口。
本站無法轉乘對向列車。

### 月台配置
| 釜山站 ↑ |
| \| 上    |
| ↓ 釜山鎮 |

| 月台 | 路線               | 目的地                     |
| ---- | ------------------ | -------------------------- |
| 上行 | ●釜山都市铁道1号线 | 多大浦海水浴場方向         |
| 下行 | ●釜山都市铁道1号线 | 西面、蓮山、東萊、老圃方向 |

## 歷史
- 1987年5月15日：草梁洞站落成啟用。
- 2010年2月24日：更名為現在名稱。

## 車站周邊
- 釜山港國際客運碼頭
- 外國人商店街
- 日本駐釜山總領事館
- 朝鮮日報
- 釜山中學
- 慶南女子中學
- 釜山高校
- 勤勞福祉公團（朝鲜语：근로복지공단）釜山地域本部
- 友利銀行草梁分行
- 慰安婦少女銅像

## 相鄰車站
釜山交通公社
●釜山都市铁道1号线
釜山站（113）－草梁（114）－釜山鎮（115）